# Dive-under
Een dive-under of onderdoorgang is een kunstwerk dat onderdeel uitmaakt van infrastructuur.
Het is een korte tunnel voor (spoor)wegverkeer, die onder meerdere rijbanen of sporen doorgaat. Verschil met een 'gewone' korte tunnel is dat een dive-under altijd deel uitmaakt van een knooppunt van wegen of spoorwegen. Het is daarmee de tegenhanger van de fly-over: een dive-under kruist ongelijkvloers onder één of meer verbindingswegen of -sporen die (nagenoeg) op maaiveld liggen, terwijl een fly-over over andere minimaal op maaiveld gelegen rijbanen of sporen heen gaat.
Om redenen van tunnelveiligheid is de lengte van de gesloten doorsnede beperkt tot 250 meter. Boven die lengte worden specifieke veiligheidseisen gesteld voor bijvoorbeeld vluchtwegen en ventilatie.
Het woord dive-under is pseudo-Engels; in het Engels spreekt men van een underpass. Dive-under is het door Nederlandstaligen bedachte tegengestelde van het Engelse begrip fly-over. 